# 슈퍼플라워
슈퍼플라워 컴퓨터 주식회사 (Super Flower Computer Inc., 중국어: 振華電腦有限公司, 병음: Zhènhuá diànnǎo yǒuxiàn gōngsī), 진화전뇌유한공사는 1991년에 설립된 대만의 컴퓨터 하드웨어 전문 회사이다. 개인용 컴퓨터 및 서버를 위한 파워서플라이 및 관련 부품을 제조한다.
한국 내에서는 파워서플라이 제조업으로,높은 품질로 잘 알려져 있다.

## ATX 파워서플라이
2010년대에 슈퍼플라워의 명성은 파워서플라이와 컴퓨터 하드웨어 리뷰 웹사이트들에 의해 높은 품질로 평가되었다.Leadex 플랫폼에 기반한 수많은 골드, 플래티넘 및 티타늄 등급 제품들은 (EVGA 기업의 파워서플라이가 사용된다)) 리뷰에서 10/10, 또는 10/10에 가까운 수치를 얻었다. 그리고 일관성 있고 뛰어난 성능과 빌드 품질에 대한 칭찬을 아끼지 않는다.
2015년 슈퍼플라워의 1600W T280 Plus를 검토할 때 PSU 리뷰 웹사이트 "JonnyGuru.com "과 "TechPowerup"은 모두 티타늄 전원 공급 장치의 사양이 매우 높아서 80 Plus (첫 번째 리뷰에서는 18개, 두 번째 리뷰에서는 "매우 적음")에 적은 숫자만 나열되었으며, 그 중 슈퍼플라워는 티타늄 모델의 1/3을 차지했으며 티타늄 사양에서 단일 모델이 아닌 범위를 가진 유일한 제조업체였다. 슈퍼플라워 2000W 플래티넘 8pack 에디션 파워서플라이를 검토 중, 웹사이트 hexus.net은 그 정도 크기의 소비자 전원 공급 장치는 처음이라는 의견을 표했다.